# Göran Assar Oredsson
Göran Assar Oredsson, född 2 augusti 1933 i Kristianstad, död 27 juni 2010 i Motala, var en svensk nazist och partiledare för Nordiska Rikspartiet.

## Biografi
Oredsson, ursprungligen trädgårdsmästare, kom i ungdomen i kontakt med nationalsocialismen och sympatiserade med Adolf Hitler. Under studier vid Önnestads folkhögskola 1951–1952 träffade Oredsson en person vars far hade varit ombudsman i Birger Furugårds Svenska nationalsocialistiska partiet. Av sin bekant fick Oredsson veta att det i Malmö fanns en nationalsocialistisk gruppering under ledning av Manne Bergh och Gottfrid Lilja, den senare från Landskrona.
Oredsson gjorde värnplikten och fick våren 1955 arbete i Malmö. Han kom då i kontakt med Bergh och Sveriges Nationella Frihetsrörelse, för vilken Bergh var en av förgrundsfigurerna. Oredsson anslöt sig till rörelsen och fick därigenom kontakter med Dansk Frontkæmperforbund. Tillsammans anordnade organisationerna ett offentligt möte på S:t Knuts Torg i Malmö i september 1955. I slutet av 1955 lämnade Oredsson partiet efter en schism med Bergh. Upphovet till schismen är inte känt.
Tidigt år 1956 grundade Oredsson Sveriges Nationalsocialistiska Kampförbund som gav ut tidningen Nordisk kamp. Oredsson bistods vid uppbyggnaden av Knut Andersson i Vellinge. Denna hade tidigare varit aktiv i Svensk socialistisk samling och med hjälp av en medlemslista från SSS värvade man prenumeranter till tidningen. 1960 uppstod den så kallade hakkorsepidemin och tryckeriet avbröt samarbetet. Tidningen hade under tiden fått ett relativt stort omfång och hade även utländska korrespondenter. Samma år bytte man namn till Nordiska rikspartiet.
I slutet av 2009 meddelade Oredsson att Nordiska rikspartiet skulle upphöra.
Oredsson var gift med Vera Oredsson.